# Andrakammarvalet i Sverige 1914 (27 mars)
Andrakammarvalet i Sverige den 27 mars 1914 var ett hastigt utlyst extraval. 

## Bakgrund och valkampanj
Bakgrunden till extravalet var den så kallade borggårdskrisen, mellan den liberale statsministern Karl Staaff och den konservative kung Gustav V, vilken inleddes med demonstrationen bondetåget och kungens borggårdstal den 6 februari 1914.
I dyningarna efter bondetåget avgick regeringen Staaff den 17 februari 1914, och extraval utlystes till den 27 mars samma år. Valdebatten kom att fokuseras kring två frågor, försvarspolitiken och monarkins beskaffenhet. Allmänna valmansförbundet drev en hätsk kampanj till förmån för båda dessa, medan Liberala samlingspartiet ville rusta ned försvaret och begränsa kungens makt och införa parlamentarism. Karl Staaff blev personligen måltavla för en intensiv hatkampanj, på grund av sin nedrustningsvänlighet.

## Valresultat
För samtliga genom valet invalda riksdagsmän, se Lista över ledamöter av Sveriges riksdags andra kammare 1914.
| Parti                | Parti                                     | Partiledare          | Röster           | Röster | Röster | Mandatfördelning | Mandatfördelning |
| Parti                | Parti                                     | Partiledare          | Antal            | %      | +− %   | Antal            | +−               |
| -------------------- | ----------------------------------------- | -------------------- | ---------------- | ------ | ------ | ---------------- | ---------------- |
|                      | Allmänna valmansförbundet                 | Arvid Lindman        | 286 250          | 37,7   | +6,4   | 86               | +21              |
|                      | Liberala samlingspartiet                  | Karl Staaff          | 245 107          | 32,2   | −8,0   | 71               | −30              |
|                      | Sveriges socialdemokratiska arbetareparti | Hjalmar Branting     | 228 712          | 30,1   | +1,6   | 73               | +9               |
|                      | Övriga partier                            | —                    | 125              | 0,0    | —      | —                | —                |
| Antal giltiga röster | Antal giltiga röster                      | Antal giltiga röster | 760 194          | 100,0  |        | 230              |                  |
| Ogiltiga röster      | Ogiltiga röster                           | Ogiltiga röster      | 8 229            |        |        |                  |                  |
| Totalt               | Totalt                                    | Totalt               | 768 423 (69,9 %) |        |        |                  |                  |

Inför valet var 1 092 454 personer röstberättigade.

## Regeringsbildning
Valutgången blev en framgång framför allt för högern och Allmänna valmansförbundet, men även Socialdemokraterna utökade sina riksdagsmandat. Karl Staaff och Liberala samlingspartiet gick dock kraftigt tillbaka, och från att ha varit kammarens största parti, blev det dess minsta.
Den partipolitiskt obundne, men kungavänlige och konservativt färgade, Hjalmar Hammarskjöld hade fått rycka in som tillfällig statsminister redan vid Staaffs avgång, och hans ämbetsmannaregering fick kungens fortsatta förtroende, i väntan på höstens ordinarie val.